# Louis Buvelot
Louis Buvelot, né à Morges en Suisse le 3 mars 1814 et mort à Melbourne en Australie le 30 mai 1888, est un peintre paysagiste, lithographe, dessinateur, photographe portraitiste et enseignant suisse, qui a vécu et travaillé 17 ans au Brésil, puis, après un retour de quelques années dans son pays natal, a passé les 23 dernières années de sa vie en Australie où il a eu une influence majeure sur le développement de l'art australien, notamment sur l'école de Heidelberg.

## Biographie
Abram-Louis Buvelot est le deuxième fils de François Siméon Buvelot, employé des postes à Morges, et de son épouse Jeanne-Louise née Heizer, institutrice. 
Buvelot se forme à la peinture à l'école de dessin de Lausanne, dirigée par Marc-Louis Arlaud, un élève de Jacques-Louis David. Il effectue un séjour à Paris en 1834 où il suit brièvement les cours du peintre Camille Flers rattaché à l'École de Barbizon.

### Au Brésil 1835-1851
Il part en 1835 pour le Brésil, où son oncle exploite d'une plantation de café depuis 1825 à Leopoldina. Il s'installe d'abord à Salvador de Bahia, où il donne des cours de peinture, puis dans la capitale Rio de Janeiro. Il présente régulièrement ses peintures de paysages aux expositions de l'Académie des Beaux-Arts de Rio. Un de ses tableaux, un paysage forestier brésilien, Vista de mato virgin, peint sur commande de l'impératrice Marie-Thérèse de Bourbon-Siciles et présenté à l'Exposição Geral de Belas Artes, lui vaut en 1846 d'être fait chevalier de l'ordre impérial de la Rose par l'empereur du Brésil Pedro II.
En collaboration avec le peintre français Louis-Auguste Moreaux, il réalise une série de 18 vues lithographiées de Rio de Janeiro, réunies dans l'album Rio de Janeiro Pitoresco [Rio de Janeiro pittoresque], publié en plusieurs livraisons de 1842 à 1845 par Heston & Rensburg ; c'est le premier album de gravures imprimé au Brésil,. 
Il épouse en novembre 1843 Marie-Félicité Lalouette, une Française, quelques mois après la naissance de leur fille Jeanne Louise Sophie.
Buvelot s'associe vers 1845 avec un Français, Prat, et crée un studio de photographie, qui fonctionnera jusqu'en 1856, où il réalise des portraits au daguerréotype. Ils sont chargés de 1849 à 1851 par l'empereur Pedro II de photographier les améliorations apportées à son palais à Petrópolis ; Buvelot réalise au moins un portrait de l'empereur au daguerréotype. Pour leurs services, Buvelot et Prat reçoivent le titre de photographes de la Maison royale et sont autorisés le 8 mars 1851 à utiliser les armes impériales sur la façade de leur studio photographique, rue dos Latoeiros, au centre de Rio de Janeiro,,. Les daguerréotypes réalisés par Buvelot & Prat ne sont pas localisés.

### Retour en Suisse 1852-1864
Buvelot retourne en Suisse en 1852 avec sa famille, s'installe à Vevey dans le canton de Vaud puis en 1853 à Lausanne ; il ne réussit pas à s'établir comme photographe, expose des tableaux de paysage. En décembre 1854, il tente avec le peintre autrichien Ferdinand Krumholz (de), qu'il avait connu à Rio de Janeiro, de s'établir en Inde à Calcutta comme peintres et photographes, mais sans succès. Il revient en Suisse en 1855.
Il enseigne le dessin à l'École industrielle de La Chaux-de-Fonds jusqu'en septembre 1864, en présentant des tableaux de paysages aux expositions organisées par la Société des Amis des Arts de Neuchâtel, et fait partie en 1864 du comité qui met en place le musée des Beaux-Arts de La Chaux-de-Fonds.

### En Australie 1864-1888
Buvelot part en septembre 1864 pour l'Australie sans sa femme et sa fille, avec une nouvelle compagne Caroline-Julie Beguin qui enseignait le français à l'École industrielle de La Chaux-de-Fonds ; il s'installe à Melbourne comme photographe de portraits et ouvre un studio au 92 Bourke Street East, mais n'y travaille qu'un an. À partir de 1866, il se consacre à la peinture de paysages ; Caroline-Julie Beguin enseigne le français et lui sert d'interprète. Il participe à des expositions de 1866 à 1882, effectue des randonnées pour dessiner  et peindre en plein air dans la région de Victoria et vers la baie de Port Phillip au sud de Melbourne ; il acquiert la réputation de principal peintre paysagiste de Melbourne. Il enseigne le dessin de paysage à l'Artisans' School of Design et a par ailleurs des élèves particuliers, comme Tom Roberts. En 1869, deux de ses toiles, Winter Morning Near Heidelberg peinte en 1866, et Summer Afternoon, Templestowe, sont parmi les premières peintures australiennes achetées par la National Gallery of Victoria de Melbourne qui avait ouvert en 1861.
Louis Buvelot meurt à Melbourne le 30 mai 1888 à l'âge de 74 ans ; il est inhumé au Boroondara General Cemetery (en).
En 1894, la galerie Grosvenor de la National Gallery of Victoria de Melbourne est rebaptisée galerie Buvelot en son honneur. 
Les peintres australiens Arthur Streeton, Tom Roberts et Frederick McCubbin ont reconnu son influence sur la peinture de paysage australienne et le mouvement artistique Heidelberg School à la fin du XIXe siècle. Tom Roberts a déclaré que Buvelot avait « commencé à peindre véritablement l'Australie », après des années pendant lesquelles « le souvenir de l'Angleterre empêchait toute appréciation du paysage australien » ; selon McCubbin : « Avant lui, il n'y avait personne pour lui montrer le chemin ; il possédait donc en lui-même le génie de saisir et de comprendre les caractéristiques vivantes les plus saillantes du pays. Je me souviens, comme si c'était hier, qu'un soir, il y a longtemps, je me trouvais dans le parc Studley et que je voyais le coucher de soleil briller dans les arbres, et c'est en grande partie grâce à Buvelot que j'ai reconnu la beauté de la scène ».

Cirque de Moron, Jura suisse, 1860, huile sur toile, Musée des beaux-arts de La Chaux-de-Fonds.

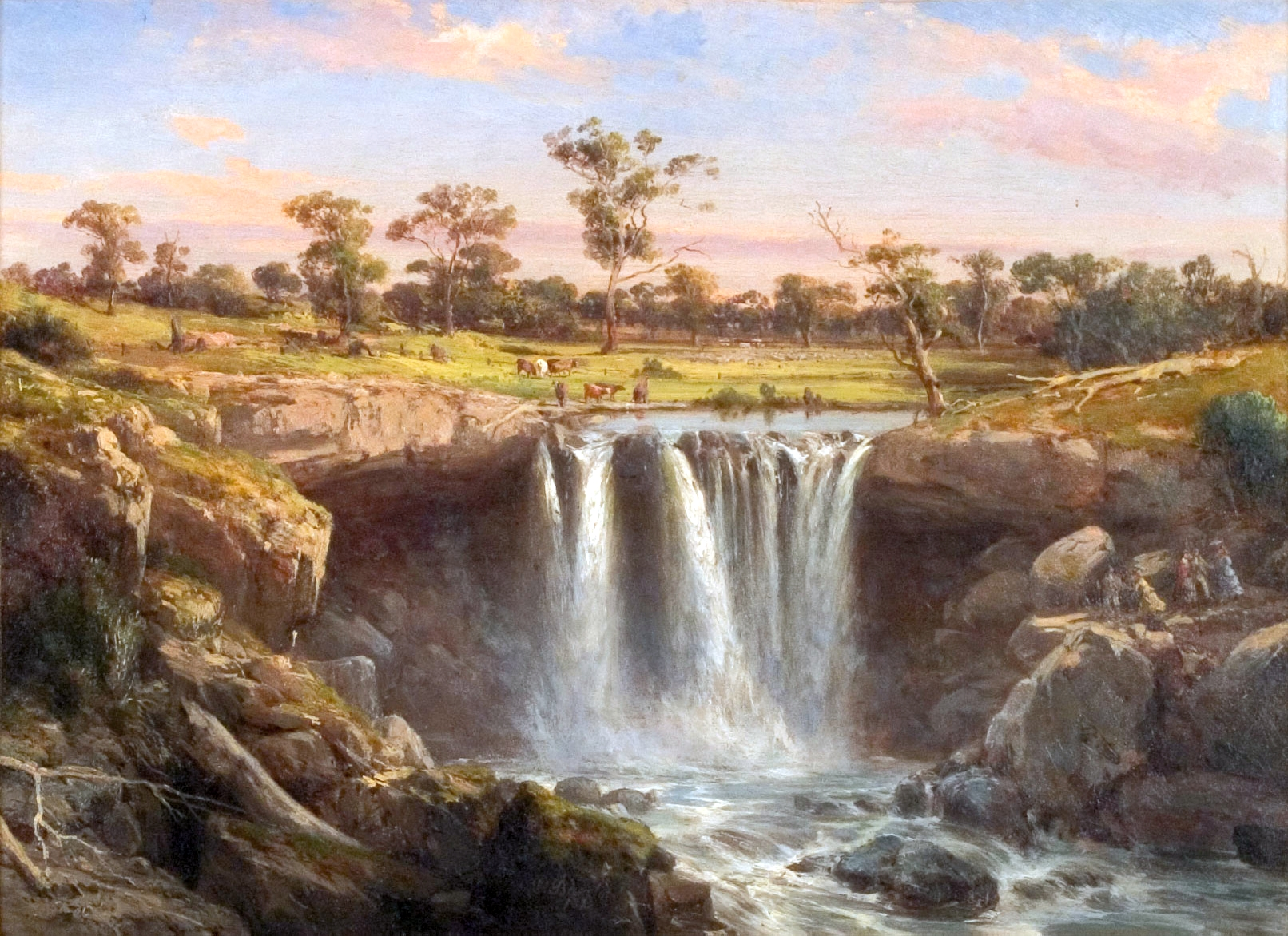
Chute sur la rivière Wannon en Australie, huile sur toile, 1872, Ballarat Fine Art Gallery.

## Œuvre
La peinture de paysage de Louis Buvelot est souvent comparée à celle de l'école française de Barbizon : même si, à l'exception de Camille Flers, aucun autre contact direct de Buvelot avec les artistes de ce mouvement ou leurs œuvres n'est attesté, un certain nombre de peintres de la région de Neuchâtel que Buvelot a côtoyés étaient en contact avec les peintres français. 
Des tableaux de Buvelot sont conservés en Suisse, au Brésil, en Californie et en Australie, dans des collections publiques et privées.

### Institutions conservant ses oeuvres
- Bendigo Art Gallery, Australie[15]
  - La clairière, huile sur toile, 1875[16].
- Musée des beaux-arts de La Chaux-de-Fonds.
  - Cirque de Moron, huile sur toile, 1860, 53,5 x 64,5 cm
- National Gallery of Victoria, Melbourne[17].
- Art Gallery of Western Australia, Perth[18].
- Ballarat Fine Art Gallery[19].

## Expositions

### Expositions personnelles
- 17 janvier - 14 février 1981 : Nicolas Chevalier - Louis Buvelot, Bibliothèque cantonale et universitaire, Lausanne[20].
- 31 mars - 30 mai 1988 : Louis Buvelot : the father of Australian landscape painting, Galerie d'art de Bendigo, Bendigo, Australie[21].

### Expositions collectives
- 18 janvier - 10 mars 1991 : Swiss artists in Australia 1777-1991, Art Gallery of New South Wales, Sydney

tableaux de John Webber, Wilbraham Liardet (en), Louis Buvelot, Nicholas Chevalier, Sali Herman, Paul Haefliger (en), Joe Felber.

## Galerie

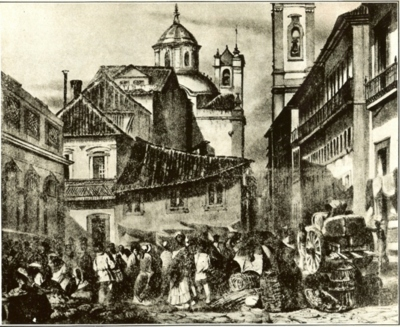
La Rua do Ouvidor à Rio de Janeiro, lithographie dans l'album Rio de Janeiro Pitoresco, 1842.
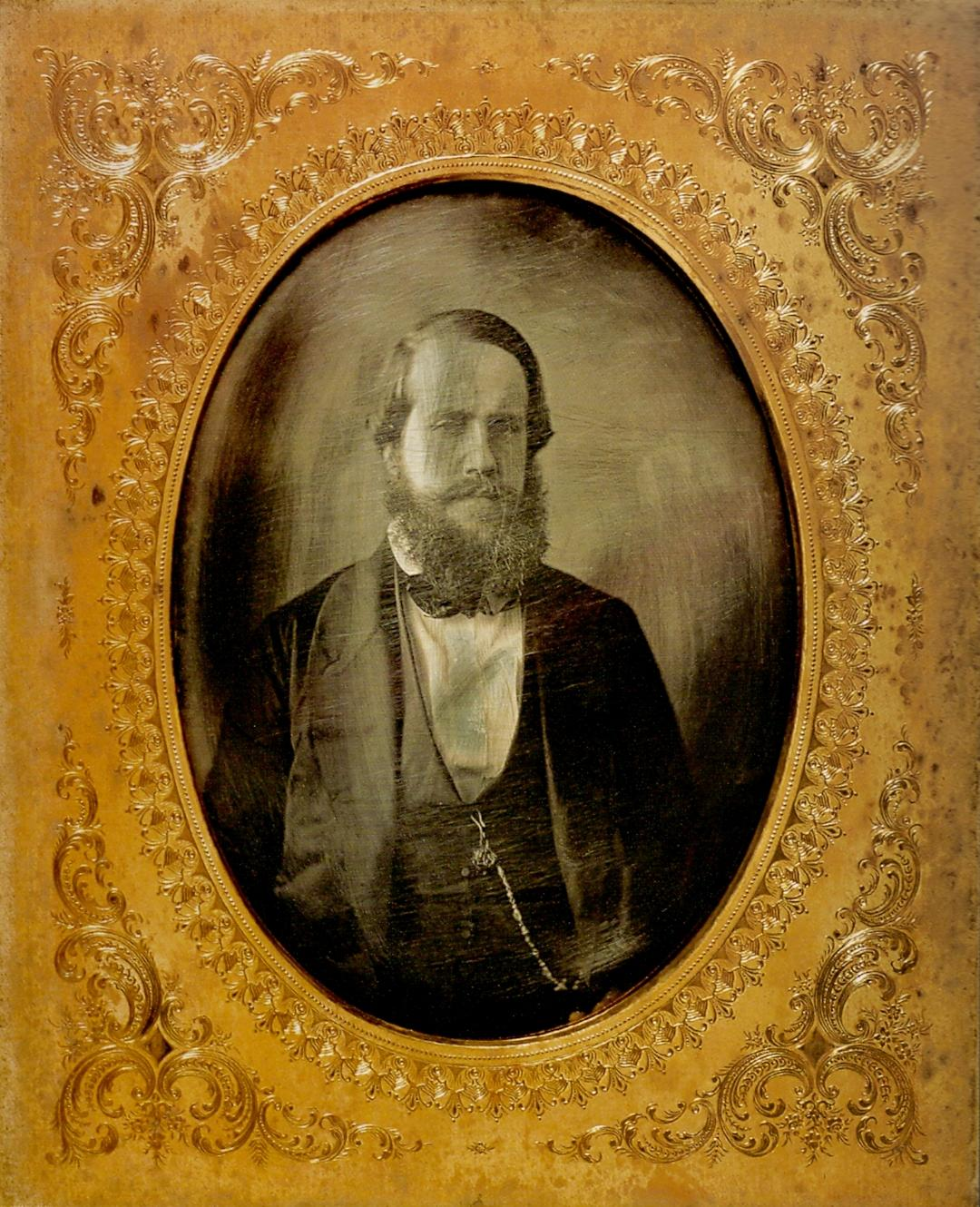
L'empereur Pedro II du Brésil, daguerréotype attribué à Louis Buvelot, 1852.
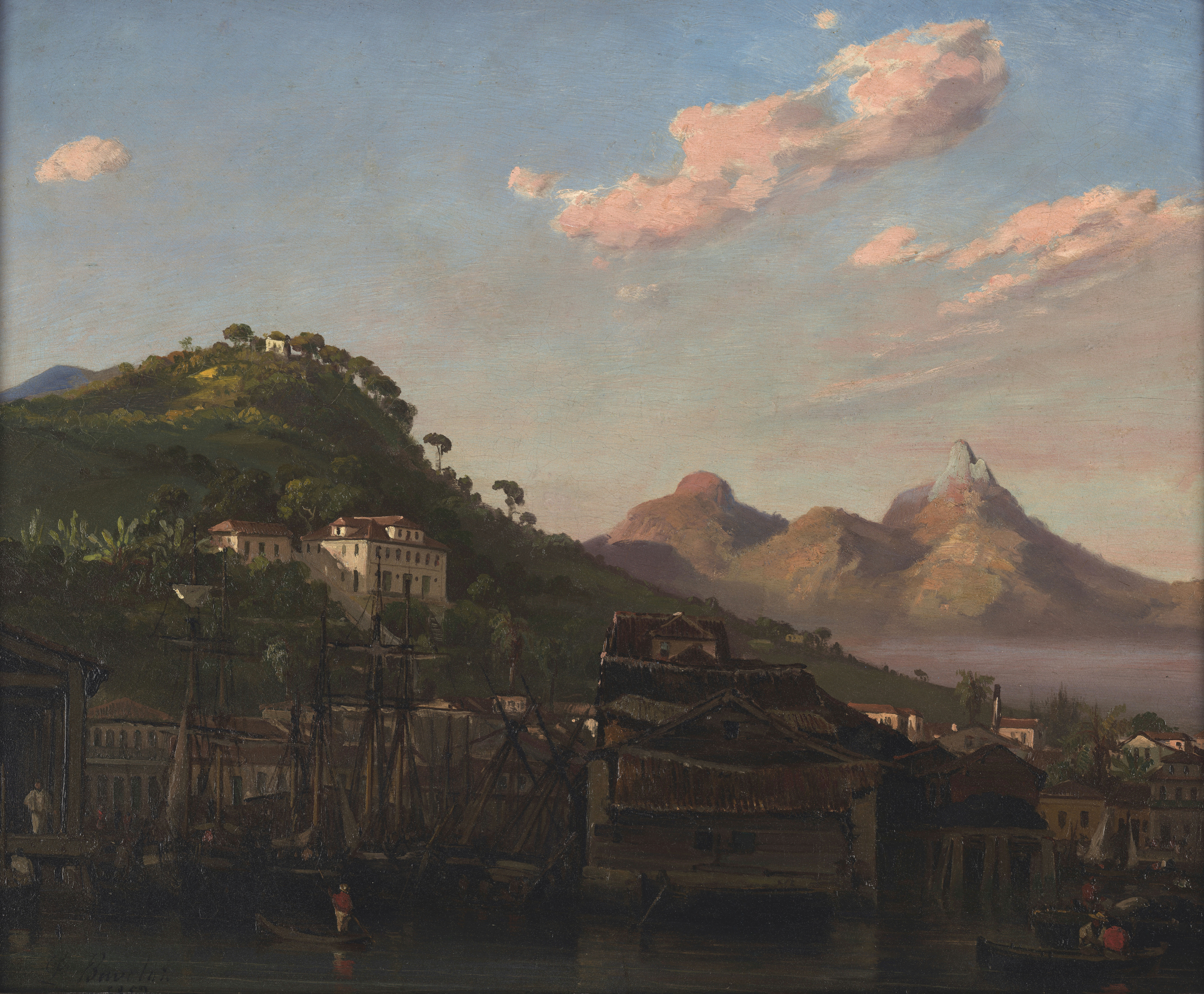
Vue du quartier de Gamboa à Rio de Janeiro, huile sur toile, 1852, Museu Nacional de Belas Artes, Rio de Janeiro.
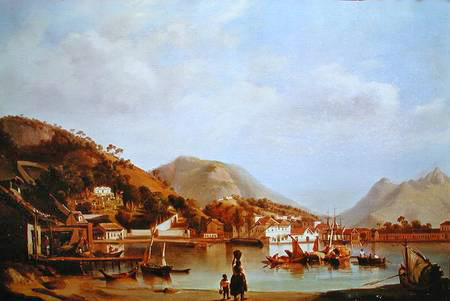
Alentours de Rio de Janeiro, huile sur toile, 1854.
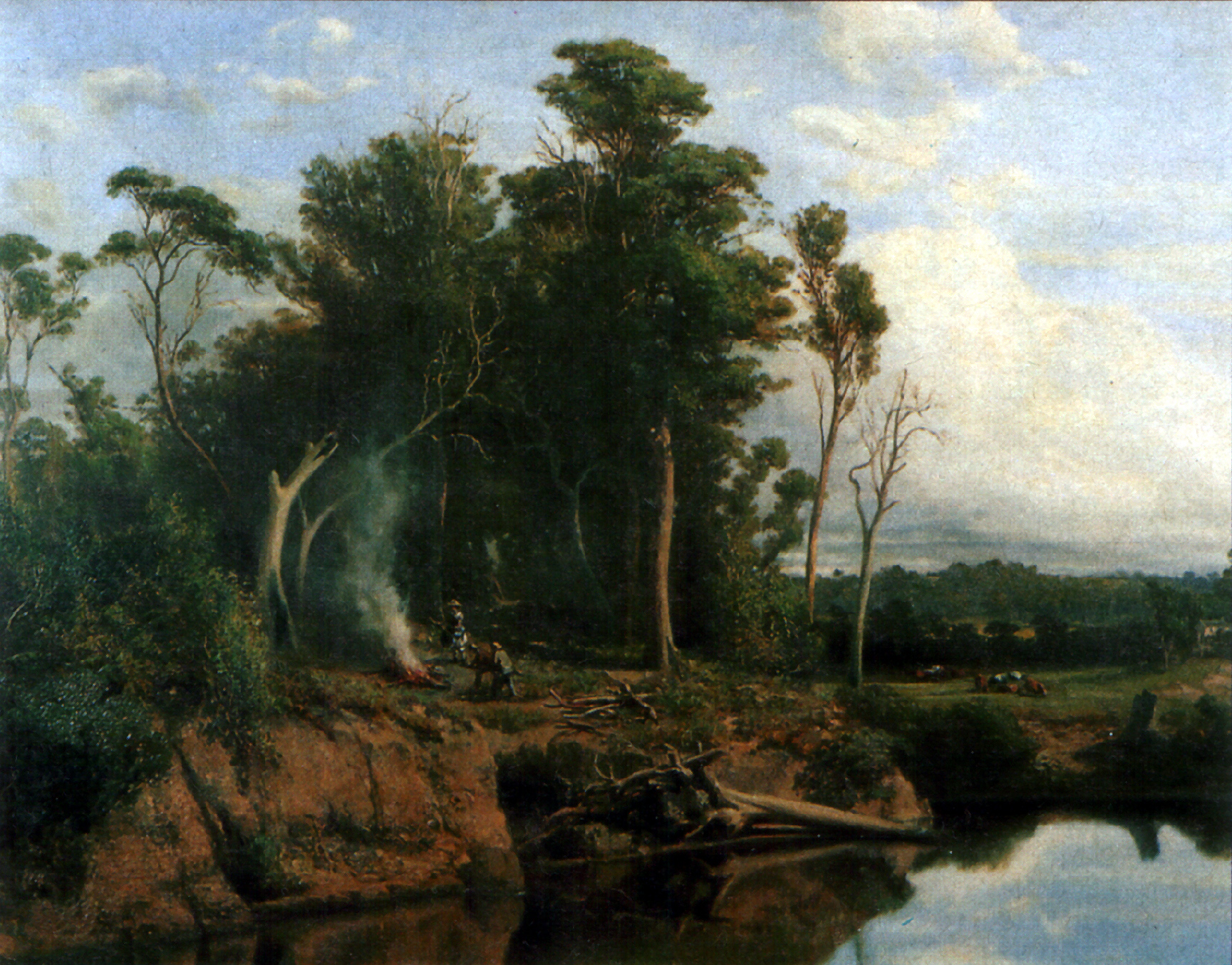
Matin d'hiver à Heidelberg au bord du fleuve Yarra près de Melbourne, huile sur toile, 1866, National Gallery of Victoria.
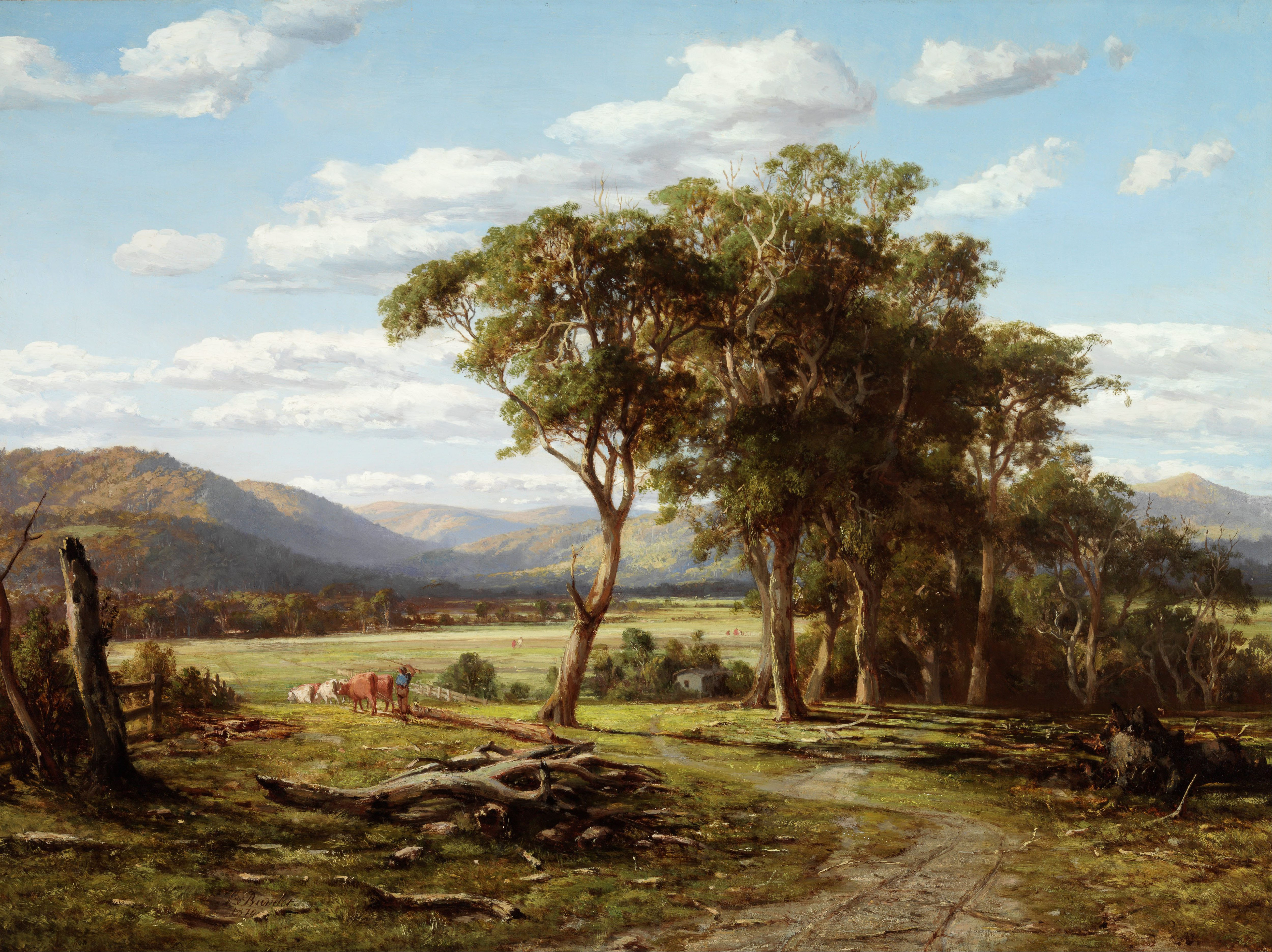
À Lilydale, huile sur toile, 1870, Art Gallery of New South Wales, Sidney[22].
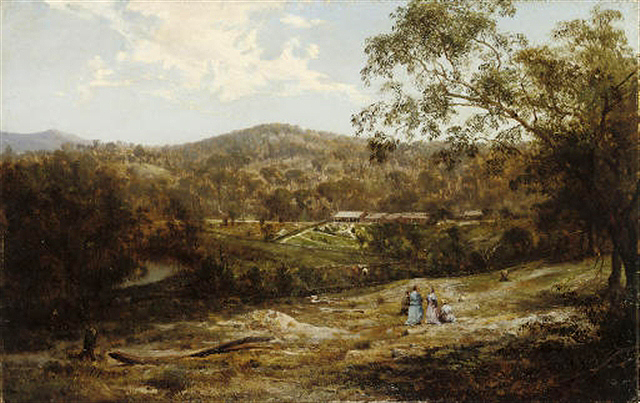
Vue de Bombala en Nouvelle-Galles du Sud, Australie, huile sur toile, 1873.
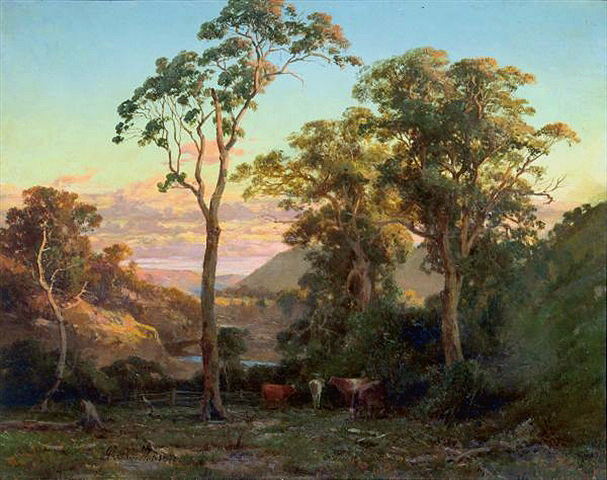
Coucher de soleil, 1876.
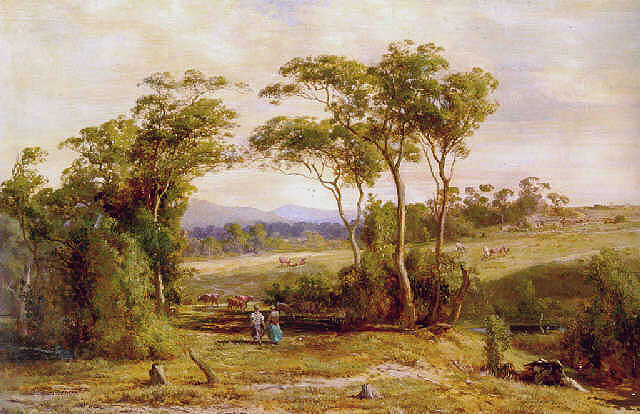
À Bradford, huile sur toile, 1879.
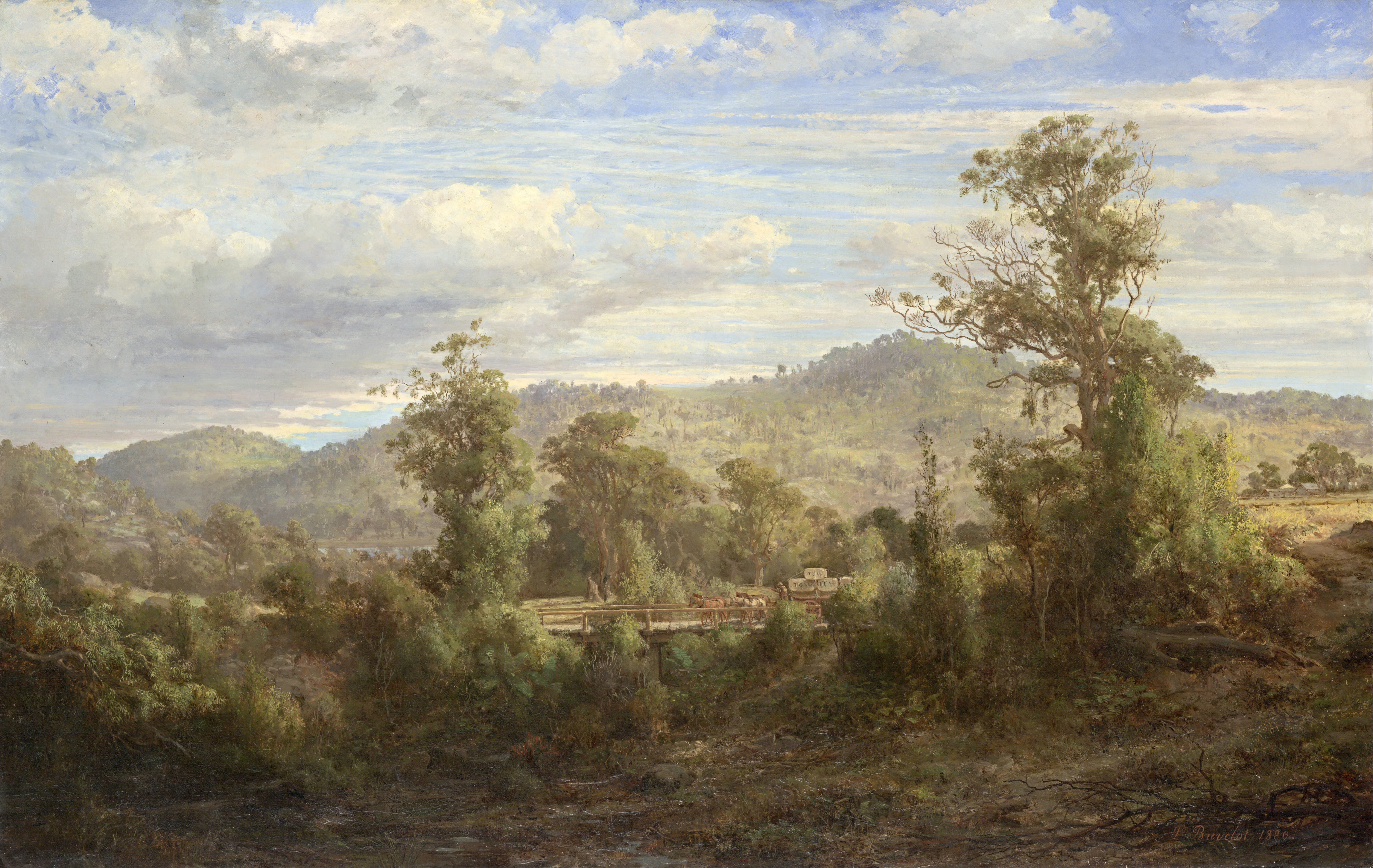
Between Tallarook (en) and Yea, huile sur toile, 1880.